# مارين ون

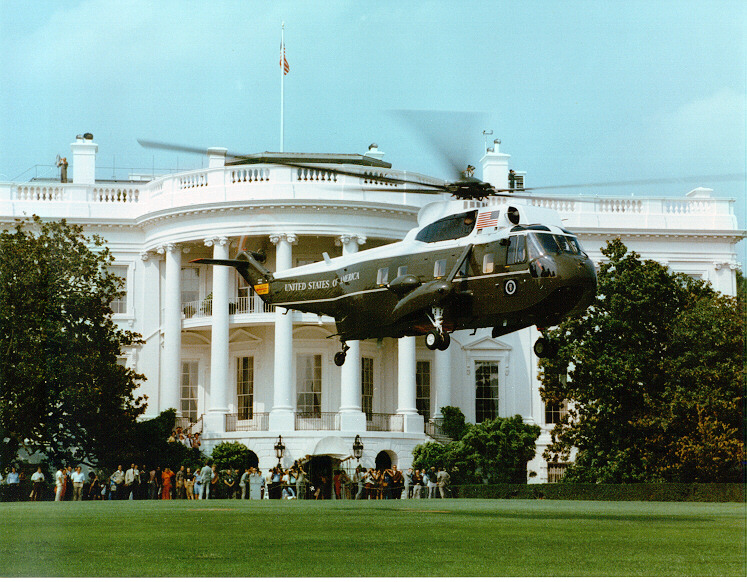
المروحية الرئاسية

مارين ون (بالإنجليزية: Marine One)‏ لقب يطلق على أي مروحية رئاسية حال صعود رئيس الولايات المتحدة الأمريكية وتكون تابعة لقوات مشاة البحرية الأمريكية، أما طائرة نائب الرئيس الأمريكي فتسمى مارين تو (بالإنجليزية: Marine Two)‏ ، وحاليا الطائرة من صنع شركة سيكورسكى للطائرات المروحية
و الطائرة هي من نوع اس اتش-3 سى كينج وطائرة نائب الرئيس الامريكى واصغر حجما هي من نوع في اتش 60 وايت هوك وهي نسخة معدلة من الطائرة يو اتش 60 بلاك هوك.

## تاريخها
كانت بداية استخدام المروحيات في النقل الرئاسى في عام 1957 عندما سافر الرئيس دوايت أيزنهاور بالطائرة المروحية بيل يو اتش-13 جيبوكس. كان الرئيس ايزنهاور احتاج وسيلة سريعة لنفله إلى ان يسافر إلى منزلة ومنتجعه الصيفى في جزيرة رود حيث لم تكن تستطيع طائرة القوات الجوية الاولى لنقله لاحتياجها إلى مطار. اعطى ايزنهاور تعليماته إلى موظفيه لايجاد وسيلة بديلة لنقله فتم اختيار الطائرة يو اتش-34 سى هورس. كانت الاطائرات الأولى تفتقد لبعض مميزات الراحة ولكن مطوروا الطائرة ادركوا ذلك وتم إضافة العديد من سبل الراحة كمكيف الهواء ودورات المياه.
و في عام 1958 تم استبدال الطائرة يو اتش-13 جيبوكس التي سافر عليها ايزنهاور أول مرة بالطائرة يو اتش-34 سى هورس الأكثر راحة. وفي عام 1961 تم استبدال الطائرة يو اتش-34 بالطائرة VH-3 . ولم يمر وقت طويل حتى أصبح حتى أصبحت الطائرات المروحية الرئاسية وسيلة انتقال اساسية للرئيس ومن ثم قام مساعدوه الرئيس بسؤال قوات المارينز إذا ما كانت الحديقة الجنوبية للبيت الأبيض تصلح كمهبط طائرات هيليكوبتر كانت الإجابة بنعم وتم إنشاء البروتوكول الثابت للنقل الجوى للرئيس الامريكى.
حتى 1976 كانت قوات المارينز تتشارك مسئولية نقل الرئيس بالهليكوبتر مع الجيش الامريكى حيث كانت تسمى الطائرة الناقلة للرئيس ارمى وان. وفي عام 1978 تم استبدات الطائرة VH-3A بالطائرة VH-3D الاحدث طرازا والتي ما زالت تعمل الآن
في عام 2002 قرر البنتاجون فتح مناقصة لتصميم طائرة جديدة لنقل الرئيس لتقادم الطائرة الحالية

## التشغيل الحالى
طائرة المارين وان تعتبر الخيار الأكثر تفضيلا لتنقلات الرئيس الامريكى عن الموكب الرئاسى الذي يكون مكلف ماديا وصعبا لوجيستيا. تستخدم الطائرة أيضا في نقل رئيسا مجلس النواب ومجلس الشيوخ وكبار الشخصيات الاجنبية.
يوجد أكثر من 800 فردا من المارينز يشرفون على عمل اسطول مارين وان حيث يقع المقر الرئيسى للعمليات في كوانتيكو فيرجينيا ولكنها غالبا ما ترى في محيط البيت الأبيض وفي الحديقة الجنوبية للبيت الأبيض. وفي اى مكان تحلق فيه الطائرة يجب ان يكون في استقبال الرئيس على الاقل جنديا بقوات المارينز يرتدى كامل الملابس العسكرية الرسمية.
و تحتوى الطائرة على العديد من الاحتياطيات الامنية للحفاظ على حياة الرئيس منها اجهزة مضادة للصواريخ المضادة للطائرات ونظم لحماية اتصالات الطائرة من التشويش

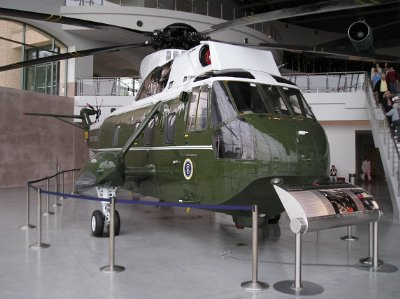
طائرة ريغان الرئاسية في المتحف

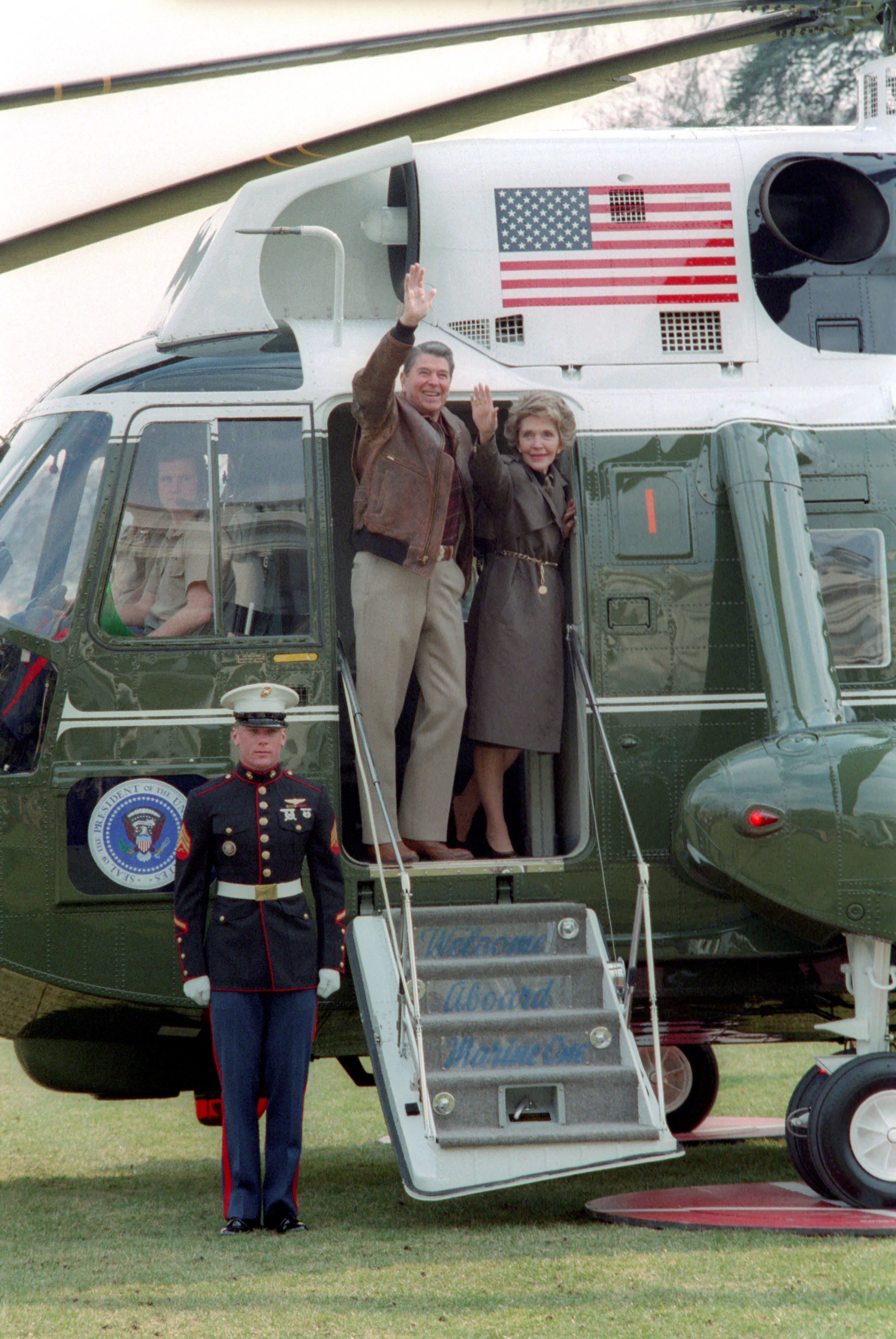
رونالد ريغان والسيدة الأولى نانسى ريغان على طائرة مارين وان

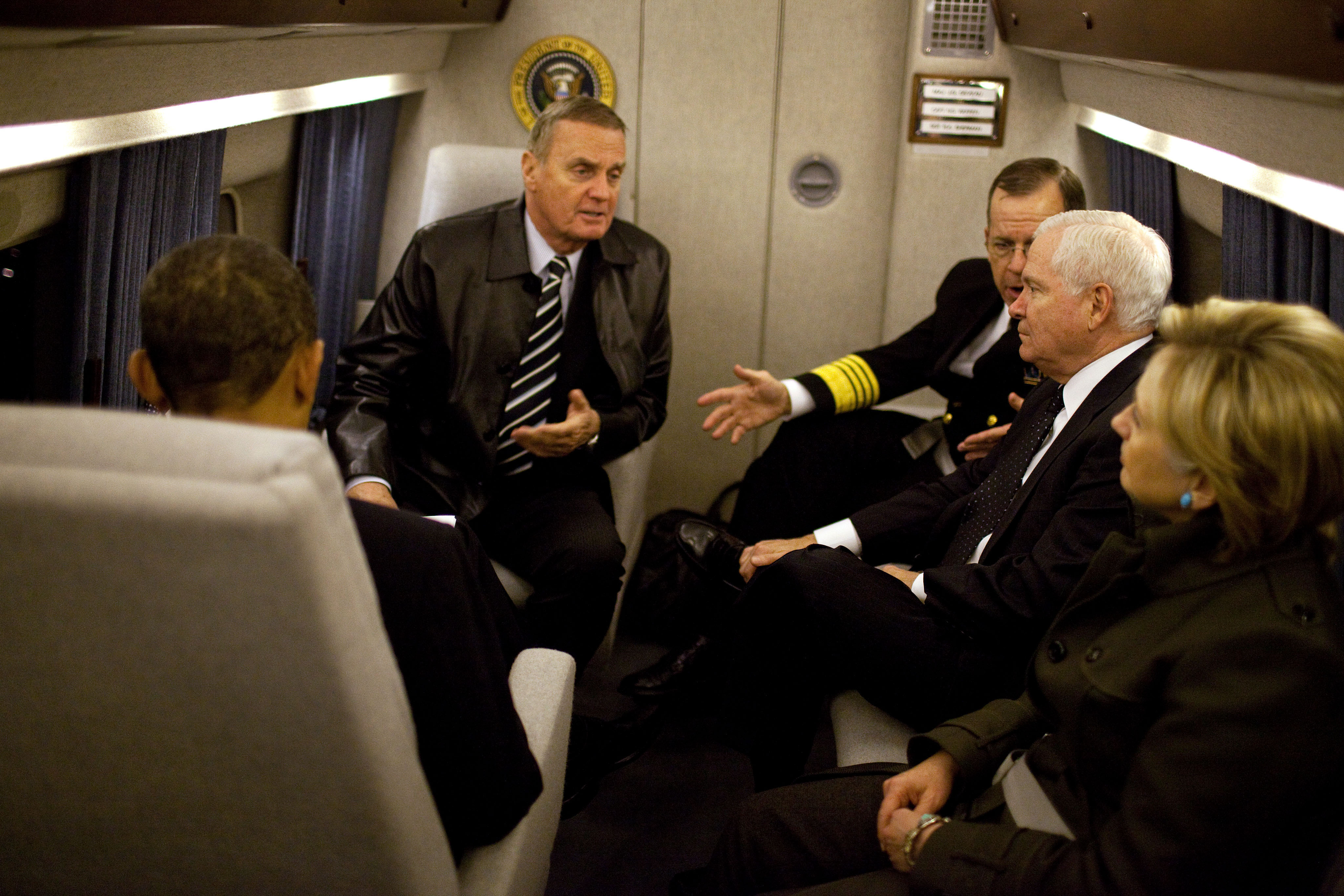